# Olga Kern

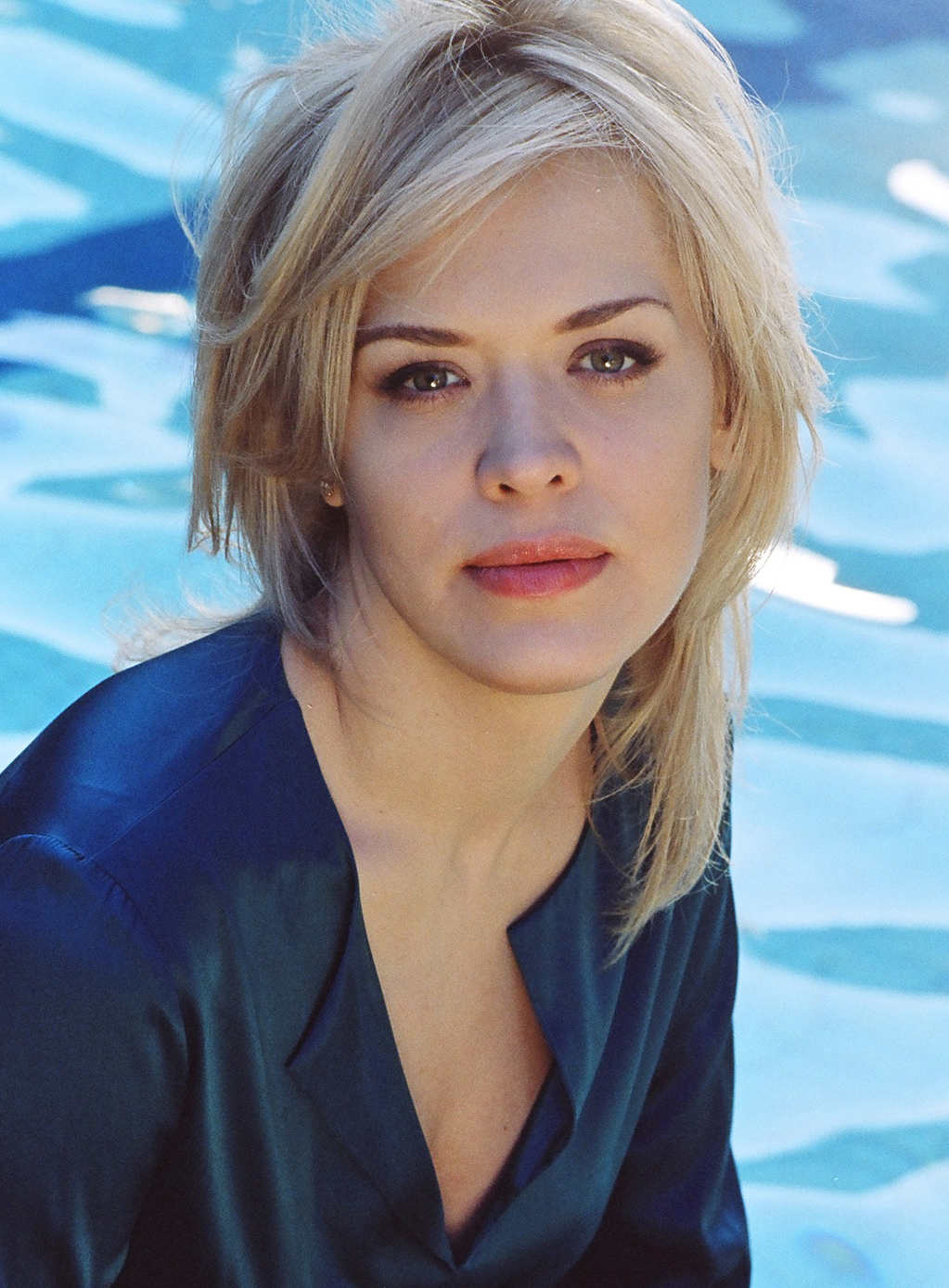
Olga Kern in 2007

Olga Vladimirovna Kern (Russisch: Ольга Владимировна Керн) (Moskou, 23 april 1975) is een Russisch pianiste.

## Levensloop
Olga Kern is geboren in een familie van musici, die directe banden had met Tsjaikovski en Rachmaninov, en begon met pianolessen bij Evgeny Timakin aan de Centrale Muziekschool van Moskou toen ze vijf jaar oud was Ze zette haar studie later voort bij Sergej Dorenski aan het Moskou Conservatorium en is lid van de Russische Internationale Academie der Kunsten. Kern kreeg ook onderricht van Boris Petrushansky aan de fameuze Accademia Pianistica Incontri col Maestro in Imola in Italië. Tegenwoordig woont ze in Moskou, samen met haar zoon Vladislav.

## Prijzen en onderscheidingen
Kern won haar eerste internationale wedstrijd toen ze elf was en haalde verder een eerste prijs bij de Rachmaninoff International Piano Competition, toen ze zeventien jaar was. Ze is bekroond in elf internationale wedstrijden; in juni 2001 werd ze de eerste vrouw die de “Nancy Lee and Perry R. Bass” gouden medaille won tijdens de elfde versie van de Van Cliburn International Piano Competition,
waar ze Sergej Rachmaninovs derde pianoconcert uitvoerde, strijdend voor de eer met Stanislav Ioudenitch uit Oezbekistan, een eer die zij uiteindelijk samen deelden.

## Carrière
Kern speelde tot dusver in de Grote Zaal van het Moskou Conservatorium, de Symphony Hall in Osaka, La Scala, Salle Cortot in Parijs, en het Kennedy Center for the Performing Arts. Als soliste heeft ze ook opgetreden met het Bolshoi Theater, en met vele beroemde orkesten zoals het Moscow Philharmonic Orchestra, St. Petersburg Symfonie Orkest, het Russisch Nationaal Orkest, het Royal Philharmonic Orchestra, het China Symfonie Orkest en La Scala Filharmonisch Orkest.
Op 4 mei 2004 maakte ze haar debuut in de Verenigde Staten in de Carnegie Hall in New York. In het voorjaar van 2007 ging ze op tournee door de VS met het Nationaal Filharmonisch Orkest van Rusland onder leiding van Vladimir Spivakov. Haar Canadese debuut met het National Arts Centre Orchestra onder leiding van Pinchas Zukerman vond plaats in de zomer van dat jaar.

## Discografie
Olga Kern staat onder exclusief contract van Harmonia Mundi. Haar discografie omvat opnames van Tsjaikovski’s eerste pianoconcert met het Rochester Philharmonic Orchestra en Christopher Seaman (2003), een Rachmaninov-opname van de Corelli Variaties en andere transcripties (2004), een recital met werken van Rachmaninov en Balakirev (2005) en Chopins Pianoconcert nr. 1 met het Warschau Philharmonisch en Antoni Wit (2006).